# Sarif Sainui
Sarif Sainui (Thai: ซารีฟ สายนุ้ย, * 15. April 1980 in der Provinz Krabi) ist ein ehemaliger thailändischer Fußballspieler und heutiger Trainer.

## Karriere

### Spieler

#### Verein
Sarif spielte bereits in seiner Jugend für den Verein, damals noch unter dem alten Vereinsnamen FC Bangkok University. 2002 wechselte er in die Seniorenmannschaft und erzielte in 42 Spielen 22 Tore. Anschließend wechselte er 2005 für zwei Saisons nach Malaysia zur Kelantan TNB, bevor er 2007 nach Bangkok zurückkehrte. Von 2007 bis 2010 absolvierte er 80 Spiele für den Club. 2011 wechselte er nach Buriram zu Buriram United. Mit dem Club wurde er Meister und Pokalsieger. Nach 13 Spielen ging er 2013 zurück nach Bangkok, wo er dem sich dem Ligakonkurrenten BEC Tero Sasana FC anschloss. Nach einem Jahr wechselte er zum ebenfalls in der Thai Premier League spielenden Samut Songkhram FC nach Samut Songkhram. Für Samut stand er bis Mitte 2015 27 Mal auf dem Spielfeld. Zur Rückrunde 2015 unterschrieb er einen Vertrag beim Zweitligisten Angthong FC. Nach Ende der Rückrunde beendete er seine Karriere als Fußballspieler.

#### Nationalmannschaft
Für die thailändische A-Nationalmannschaft stand er des Öfteren im Kader, kam jedoch nur szweimal zum Einsatz. Für Thailand war er 2004 sowohl beim King’s Cup als auch bei den ASEAN-Fußballmeisterschaften dabei. Bei der ASEAN-Meisterschaft gelang ihm auch sein einziges Tor in der Nationalelf. Im Freundschaftsspiel gegen Deutschland am 21. Dezember 2004 stand er in der Anfangsformation.

### Trainer
Von 2016 bis 2017 war er Co-Trainer des Zweitligisten Angthong FC und seit 2018 übt er dieses Amt bei Bangkok United in der ersten Liga aus.

## Erfolge

### Spieler
Bangkok University FC
- Thai Premier League Division 1: 2002/03

Buriram United
- Thai Premier League: 2011
- FA Cup: 2011, 2012
- Thai League Cup: 2011, 2012